# Han Da-kyung
Han Da-kyung (31 gennaio 2000) è una nuotatrice sudcoreana.
Ha partecipato ai Giochi di Tokyo 2020, gareggiando nei 400 m sl, 800 m sl, 1500 m sl e nella Staffetta 4x200 m sl.

## Palmarès
- Giochi asiatici

Hangzhou 2023: bronzo nella 4x200 m sl.